# Thumb von Neuburg

Wappen der Thumb von Neuburg

Die Thumb von Neuburg (auch Thumb von Neuenburg) sind ein Adelsgeschlecht, das während der Zeit des Heiligen Römischen Reichs zur Reichsritterschaft gehörte. Es war seit dem 13. Jahrhundert in Vorarlberg und Graubünden und seit 1430 im schwäbischen Raum ansässig.

## Geschichte
Die Thumb stammen vermutlich aus der Ravensburger Gegend und erscheinen erstmals im Jahre 1188 mit Hainricus Tumbo in einer Urkunde. Er bezeugt darin eine Schenkung des Herzogs Friedrich von Schwaben an das Kloster Steingaden. Alle Nachkommen dieses Heinrich in männlicher Linie führten den Beinamen Thumb, der in auf Latein verfassten Urkunden teilweise als stultus (dt. dumm = tumb) wiedergegeben wird. Die sichere Stammreihe beginnt mit dem vor 1240 gestorbenen Albertus Tumbin.

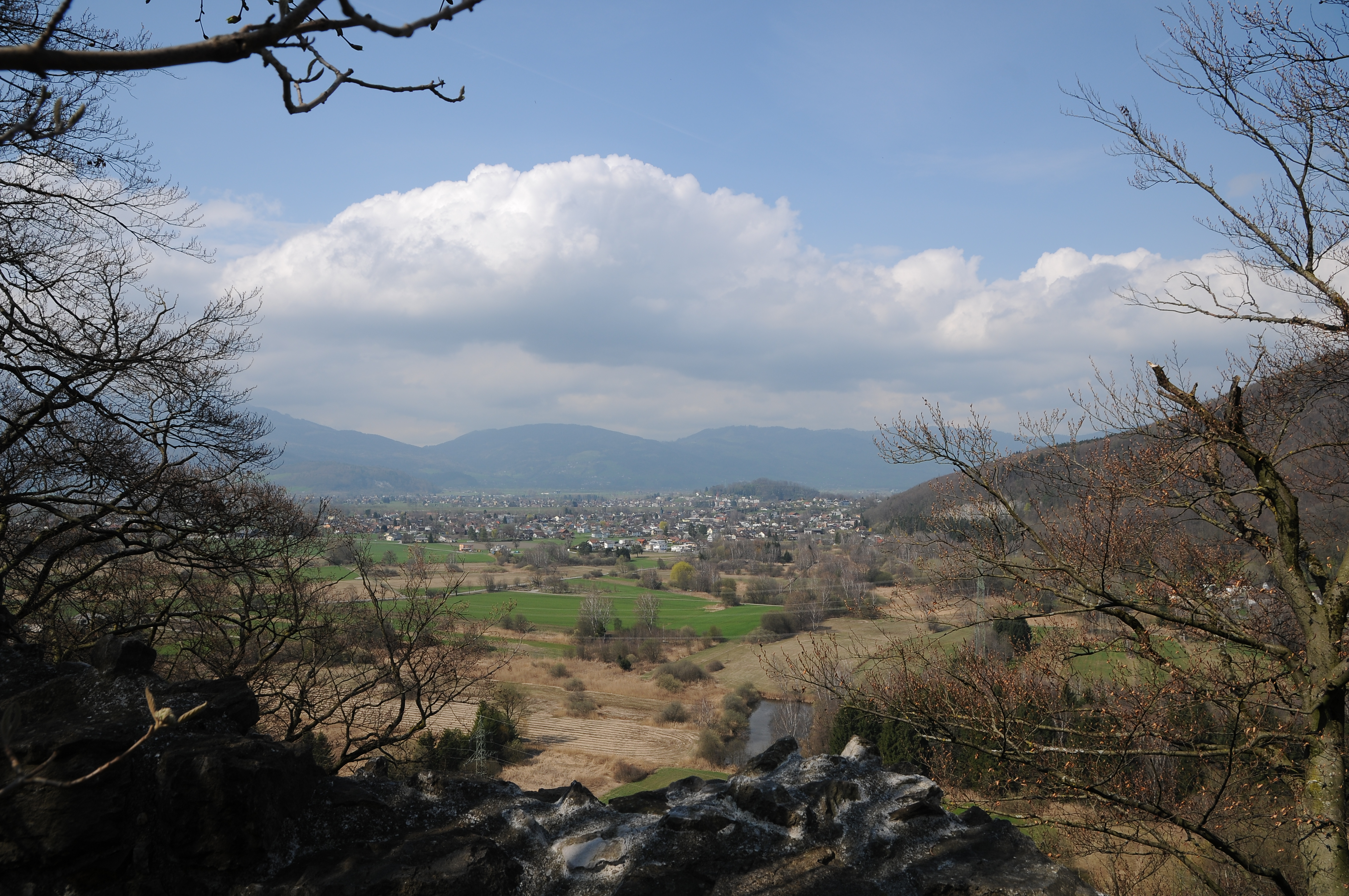
Blick von der Ruine Neuburg in Vorarlberg (im Vordergrund)

Um 1230 wurden die Thumb mit der Neuburg bei Koblach in Vorarlberg belehnt, nach der sich zuerst die Brüder Friedrich und Heinrich Thumb von Neuburg ab dem Jahre 1240 nannten. Sie waren schon zur damaligen Zeit reich begütert, denn der jüngere Bruder Heinrich nannte sich bereits 1244 miles de Biunthe (nach der heutigen Gemeinde Baindt bei Ravensburg) und 1246 miles de Stadeln (nach Stadel bei Niederglatt).
Die Thumb erwarben weiteren Besitz in Graubünden und errichteten dort u. a. die Burg Rappenstein. Um 1300 wurde die Neuburg bei Chur ihr Stammsitz. Vor 1302 heiratete Ritter Friedrich II Thumb von Neuburg (-1313 †1321) die Gräfin Sophia von Montfort, eine Karolingerin, mit der er eine Tochter (* 1302) und die Söhne Johann und Seifrid /Syfrid hatte. Nach Friedrichs Tod heiratete seine Witwe den Neffen Schweickhart III (Schwigger) Thumb von Neuburg, von dem sie weitere fünf Kinder hatte. darunter Hugo, Hiltrude (verheiratet mit Albrecht von Schauenstain zu Tagstain ), Schweikhart /Schwigger IV. Auseinandersetzungen mit den Grafen von Montfort  führten dazu, dass die Burg und Herrschaft Neuburg bei Koblach 1363 von Hugo und seinem Bruder Schwigger IV an die Habsburger verkauft wurden.

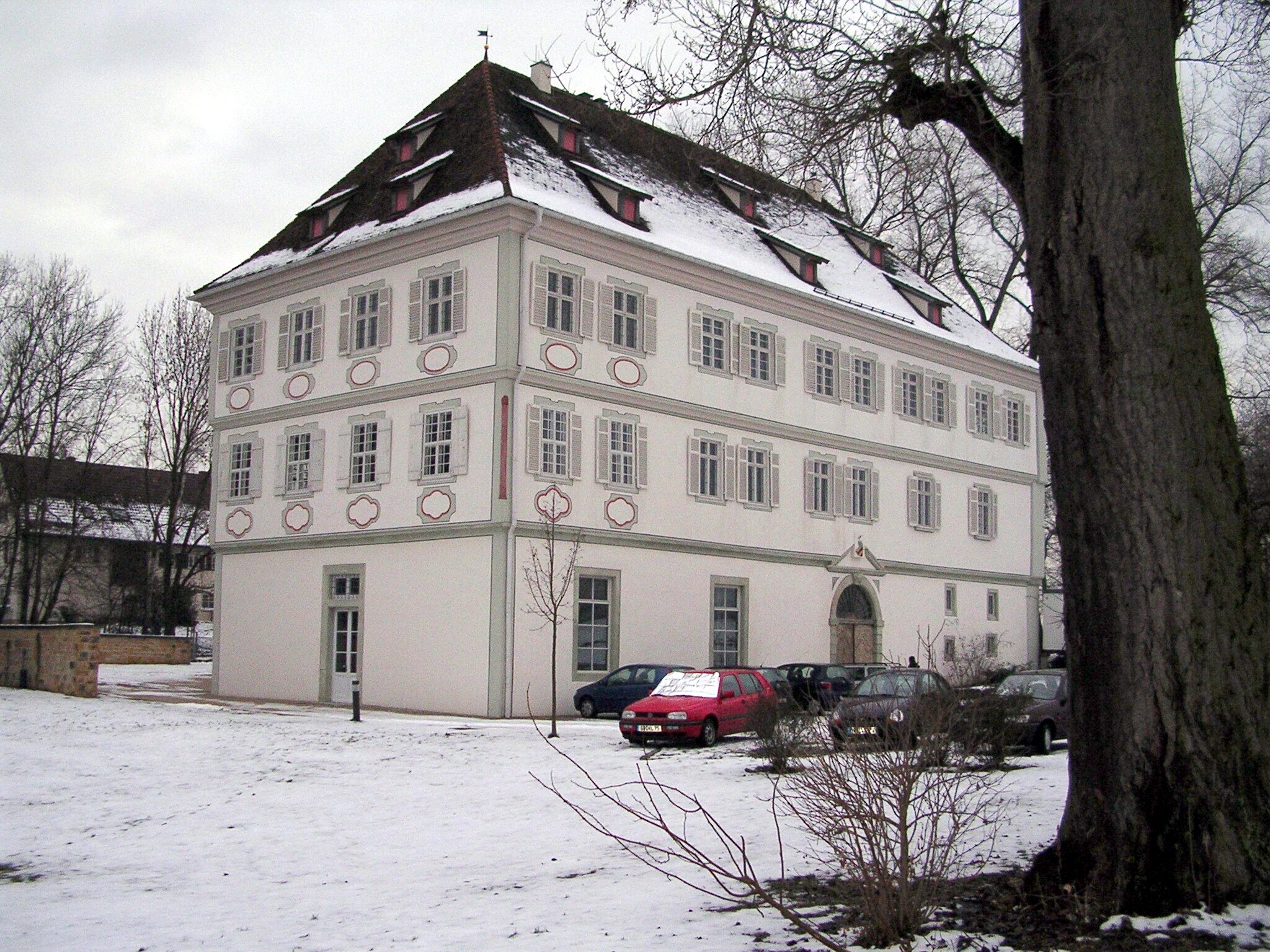
Schloss Köngen, Schwaben (von 1430 bis 1739 Sitz der reichsritterlichen Familie)

1382 erwarb das Rittergeschlecht durch die Heirat des Hans Thumb von Neuburg mit Anna Gräfin von Aichelberg das Dorf Köngen in Schwaben, wohin sie dann um 1430 ihren Wohnsitz verlegten. Sie erbauten dort das heute noch vorhandene Schloss. Die Grablege der Thumb von Neuburg wurde die Köngener Peter- und Pauls-Kirche.
Enge Verbindungen mit Herzog Ulrich von Württemberg führten dazu, dass Konrad Thumb von Neuburg im Jahr 1507 Erbmarschall des Herzogs von Württemberg wurde, ein Amt, das die Familie bis 1918 besaß. In den Besitz der Familie kamen außer Köngen zeitweilig als Lehen der Herzöge von Württemberg die Herrschaft Stetten mit den Dörfern Stetten im Remstal, Lobenrot, Schanbach und Aichelberg (1507/1508–1645) und die Herrschaft Stettenfels mit der Burg und den dazugehörigen Orten Ober- und Untergruppenbach, Donnbronn und einem Hof in Wüstenhausen (1507–1527), die Reichslehen Mühlhausen an der Enz (1508–1648) und Sielmingen mit dem Dorf Untersielmingen und einem Teil von Harthausen (1521–1532), sowie das Hofgut Hammetweil (Neckartenzlingen) als Lehen der Grafschaft Hohenberg (1542–1627). Am Bodensee gehörte ihnen zeitweise die Herrschaft Neuburg und der Ort Mammern, beide als Lehen des Klosters St. Gallen (1540–1621).
Der finanzielle Niedergang des Reichsrittergeschlechts im 17. Jahrhundert führte dazu, dass 1666 Friedrich Albrecht Thumb von Neuburg eine Hälfte von Köngen und einen Teil des dortigen Stammschlosses an Württemberg verkaufte. Da diese Teilung immer wieder Streitigkeiten verursachte, veräußerte 1739 Wilhelm Ludwig Thumb von Neuburg den restlichen Besitz in Köngen an Württemberg. Zum Ausgleich erhielt er neben einem Geldbetrag von 45 000 Gulden die benachbarte Herrschaft Unterboihingen, wo sich heute noch das Schloss im Besitz der Familie befindet.
Im Königreich Württemberg wurde die Familie bei der Freiherrenklasse des ritterschaftlichen Adels immatrikuliert.

## Wappen
Das Stammwappen ist dreimal Gold-Schwarz geteilt. Auf dem Helm sind zwei nach rechts gekehrte, goldene Schwanenhälse mit schwarzen (auch roten) Schnäbeln. Die Helmdecken sind schwarz-golden. Anlässlich Konrad Thumb von Neuburgs Bestätigung als Erbmarschall wurde das Wappen um gekreuzte goldene Schwerter sowie einen Turnierhelm mit goldener Krone und daraus aufsteigendem Löwen mit aufgeworfenem Schweif und ausgestreckter Zunge erweitert.

Historische Wappenbilder
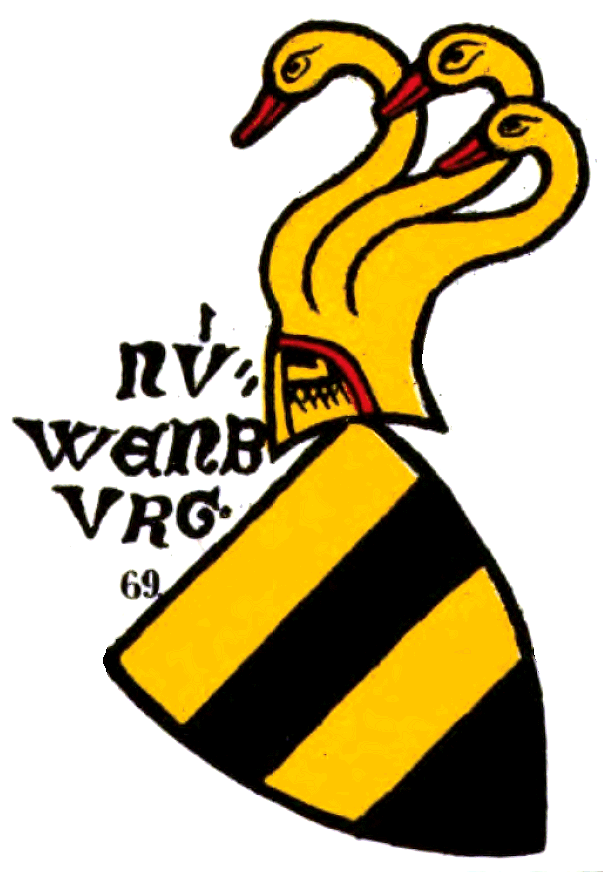
Wappen der „Nüwenburg“ in der Zürcher Wappenrolle, um 1340
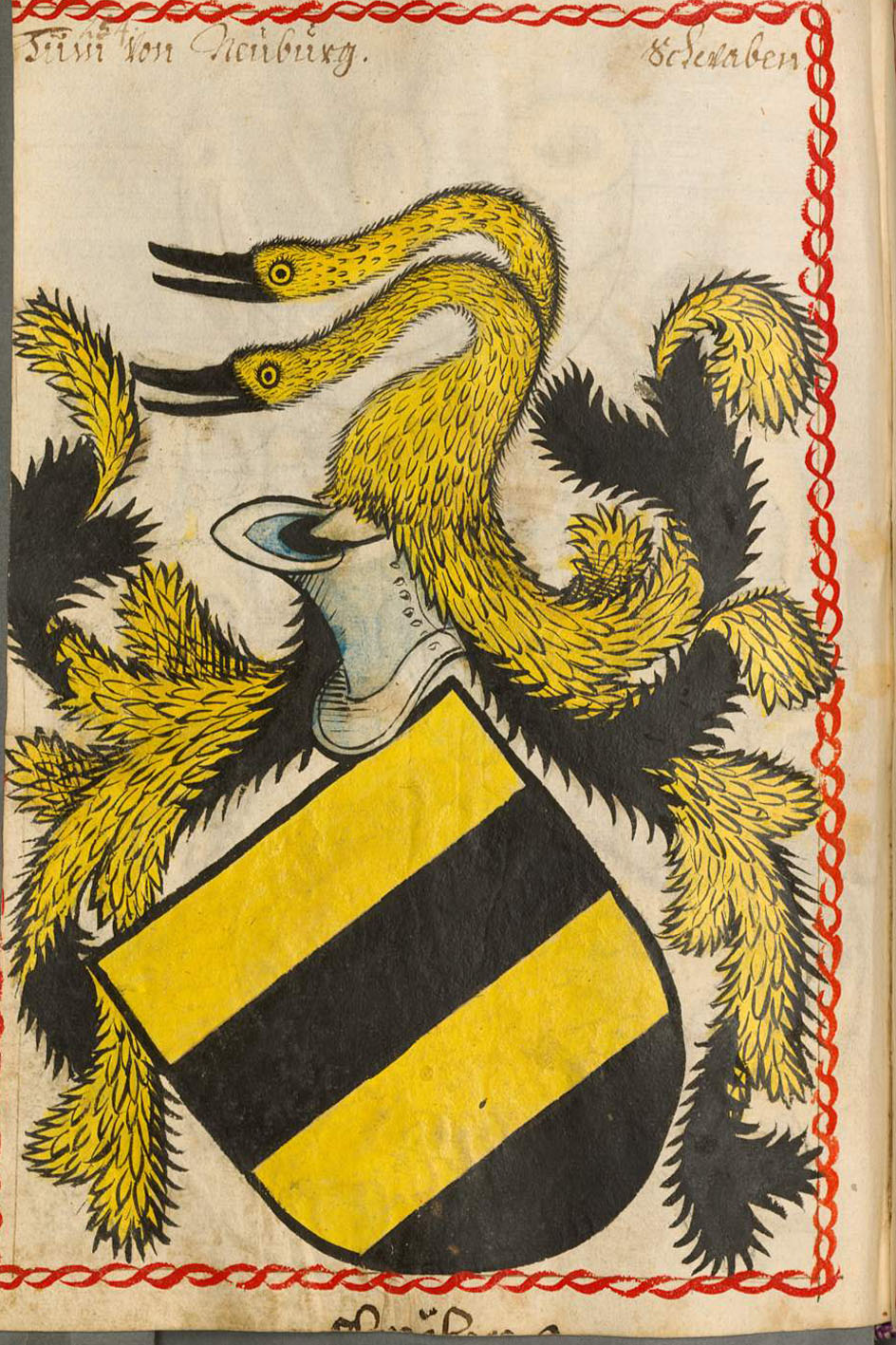
Wappen aus dem Scheiblerschen Wappenbuch
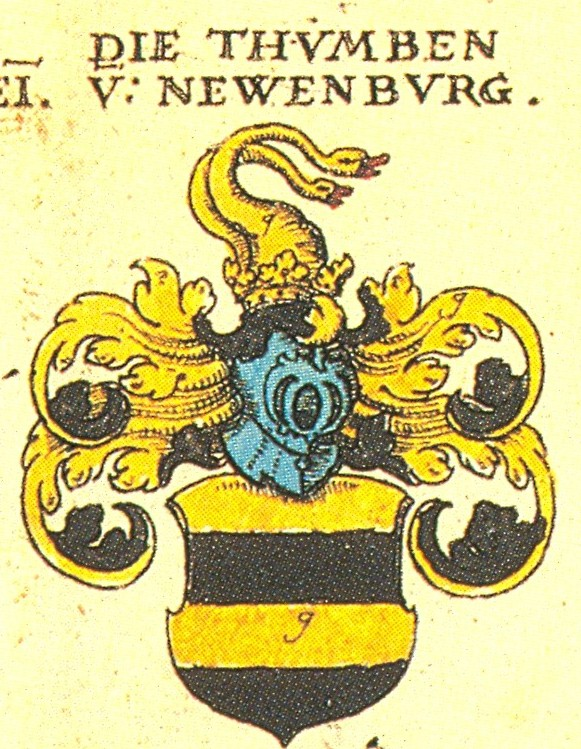
Wappen aus Siebmachers Wappenbuch
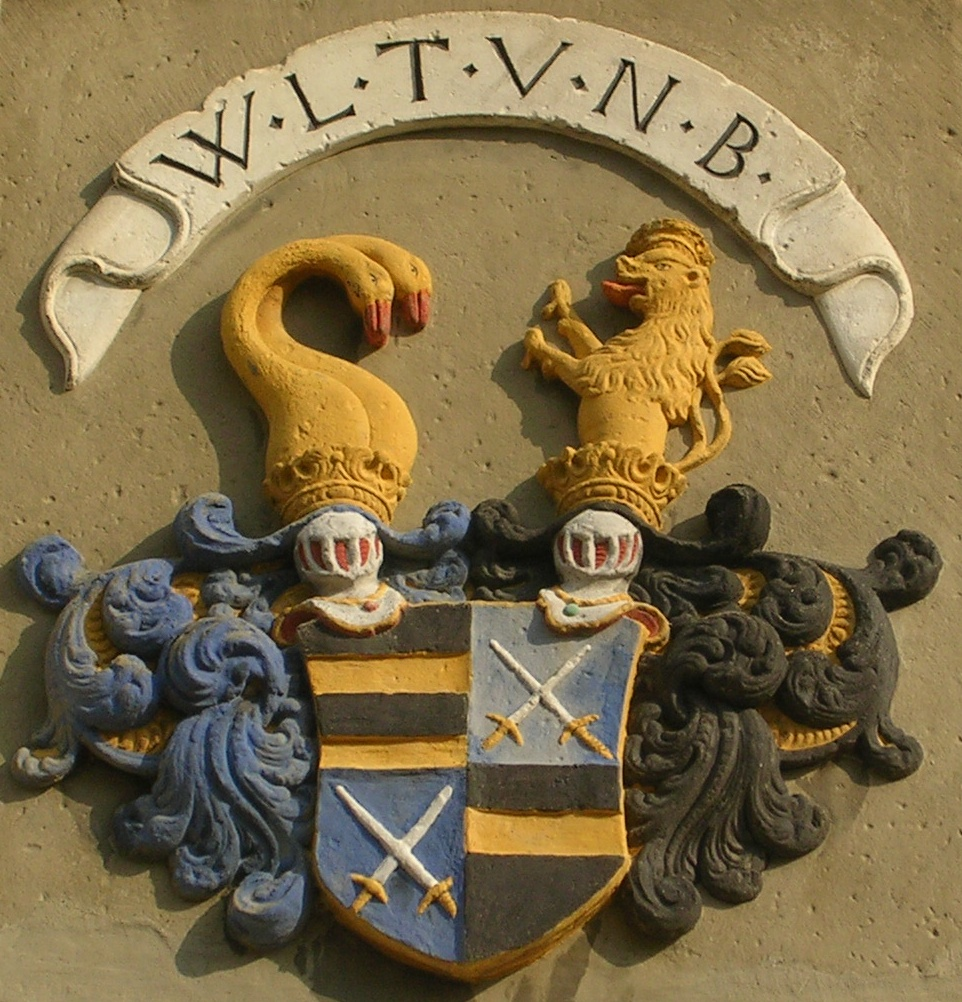
Erbmarschallenwappen an der Köngener Kirche
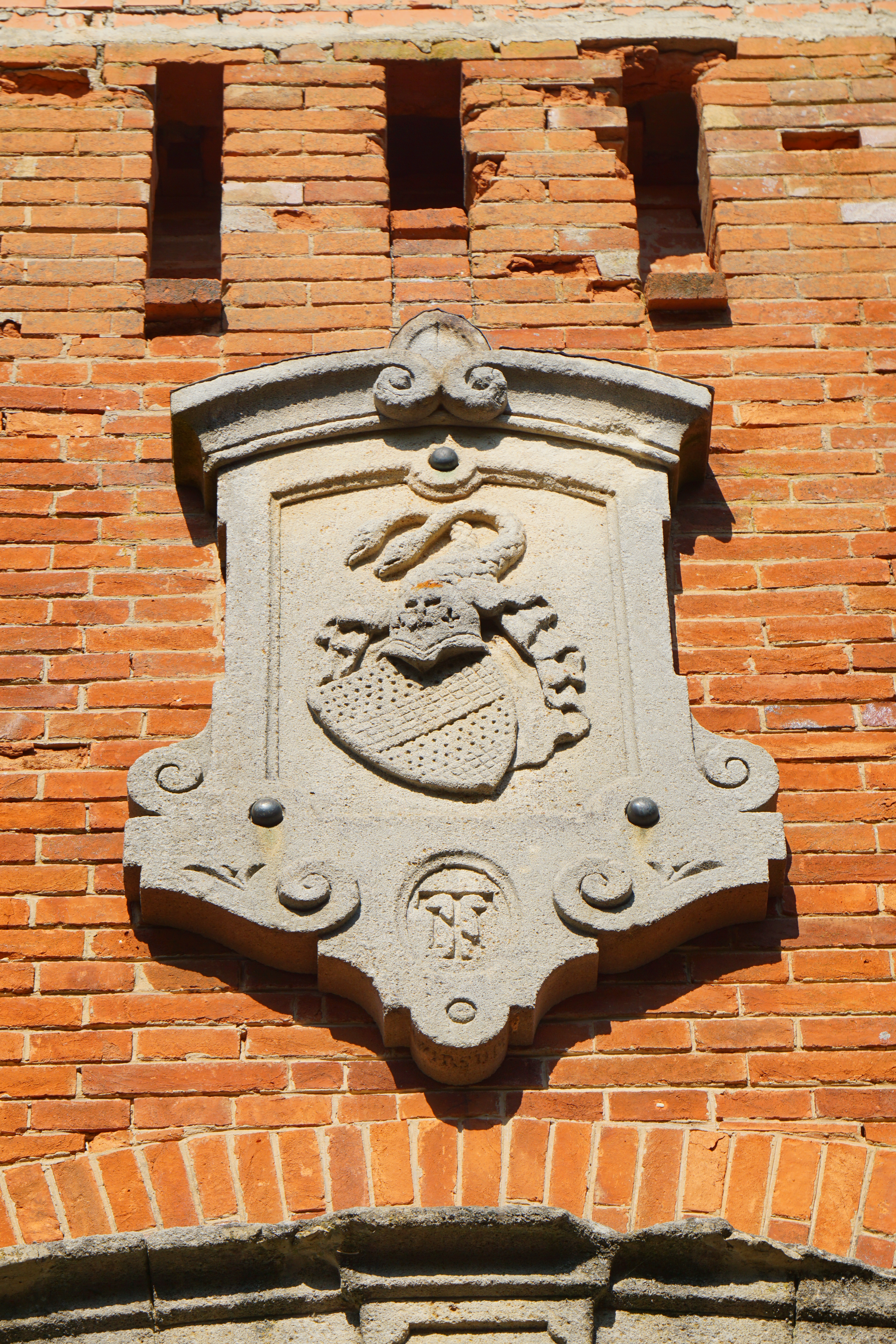
Wappen am Hammetweiler Hof

## Bekannte Familienmitglieder
- Volkard von Neuburg († 1251), Bischof von Chur[5]
- Konrad Thumb von Neuburg (1465–1525), erster württembergischer Erbmarschall
- Hans Konrad Thumb von Neuburg († 1555), Sohn des Konrad Thumb, zweiter württembergischer Erbmarschall
- Albrecht Thumb von Neuburg († 1531), Fürstpropst von Ellwangen
- Ursula Thumb von Neuburg (1491–1551), Tochter des Konrad Thumb von Neuburg, Geliebte Herzog Ulrichs von Württemberg, des Mörders ihres Gatten Hans von Hutten.
- Karl Konrad Freiherr von Thumb-Neuburg (1785–1831), dramatischer Schriftsteller
- Georg Thumb von Neuburg (1855–1933), deutscher General
- Max Thumb von Neuburg (1855–1937), württembergischer Generalleutnant
- Sarah Thumb von Neuburg (* 1982), deutsche Hörfunkmoderatorin